# Біланюк Володимир Іванович
Біланюк Володимир Іванович (нар. 24 березня, 1970, с. Вербилівці, Рогатинський район, Івано-Франківська область, УРСР, СРСР) — декан географічного факультету Львівського національного університету ім. Івана Франка, кандидат географічних наук, доцент кафедри фізичної географії.

## Життєпис
Біланюк Володимир Іванович, народився 24 березня 1970 року в с. Вербилівці, Рогатинського району, Івано-Франківської області. Закінчив середню школу № 1 м. Рогатин.
У 1993 р. закінчив географічний факультет Львівського державного університету імені Івана Франка та отримав кваліфікацію «Географ. Викладач». З 1992 р. працював лаборантом кафедри фізичної географії у вільний від навчання час.
У 1993—1996 рр. навчався на денній формі аспірантури цього ж університету.
У 1999 році захистив кандидатську дисертаційну роботу на тему «Вплив трас магістральних трубопроводів на гірськокарпатські ландшафтні структури». З 1996 р. працював асистентом кафедри фізичної географії, а з 2001 р. — доцентом цієї ж кафедри. У 2004 р. присвоєно звання доцента. Впродовж 2001—2003 рр. працював на посаді завідувача Чорногірського географічного стаціонару (за сумісництвом).
У період 2004—2011 рр. виконував обов'язки заступника декана географічного факультету з навчально–виховної та наукової роботи. З 2011 р. по цей час — декан географічного факультету.
Організатор численних наукових конференцій та семінарів. Постійний учасник журі Всеукраїнських учнівських олімпіад, конкурсів «Юний географ», Всеукраїнських студуетських олімпіад та конкурсів наукових робіт з географії.
Нагороджений Подяками Ректора (2011, 2013), Грамотою Головного управління освіти і науки Львівської облдержадміністрації (2011), Грамотою Хустської районної ради та райдержадміністрації (2012), Дипломом міського Голови м. Львова (2013), Подякою Чернівецької облдержадміністрації (2013), Подякою департаменту освіти і науки Кіровоградської облдержадміністрації (2014), Подякою Львівської обласної організації профспілки працівників освіти і науки України (2015), Почесною грамотою Львівської обласної державної адміністрації (2016), Подяка МОН України (2017).
У 2015 р., за результатами стажування, отримав свідоцтво Національної академії педагогічних наук України.
З 2017 р. — член науково-методичної комісії МОН України.
У 2017 році обрано членом-кореспондентом Академії наук вищої освіти України.

## Праці

### Монографії та посібники
- Геоекологія Львівської області / Ю. Андрейчук, Л. Безручко, В. Біланюк та ін. / за заг. ред. Є. Іванова. Львів: Простір-М, 2021. — 606 с.[4]
- Тиханович Є. Є. Загрози стихійних природних явищ / Є. Є. Тиханович, В. І. Біланюк — Національна безпека України у викликах новітньої історії / авт.-уклад. В. І. Шпак; кер. авт. кол. С. І. Табачніков. — Київ: ДП «Експрес-об'ява», 2020[5].
- Курганевич Л. П. Загальна гідрологія / Л. П. Курганевич, В. І. Біланюк, Ю. М. Андрейчук // Львів: ЛНУ імені Івана Франка, 2020. — 336 с.
- Тиханович Є. Є. Екологічна безпека лісокористування в Українських Карпатах / Є. Є. Тиханович, В. І. Біланюк, Є. А. Іванов. — Природничі проблеми національної безпеки України у викликах новітньої історії / за ред. Г. І. Рудька, В. В. Стецюка. — Київ — Львів — Гейдельберг — Малага — Чернівці: Букрек, 2019.
- Extreme weather / [edit. Philip John Sallis]. — Extreme weather events in Ukraine: occurrence and changes. / Vira Balabukh, Olena Lavrynenco, Volodymyr Bilaniuk, Andriy Mykhnovych, Olha Pylypovych // — London, 2018. — 142 p.
- Bilaniuk V. Extreme weather in Ukraine: Occurrence and changes / V. Balabukh, O. Lavrynenko, V. Bilaniuk, A. Mykhnovych, O. Pylypovych — Extreme weather: Intechopen, 2018. — P. 85—106. DOI 10.5772 / intechopen.77306.
- Тиханович Є. Лавини Українських Карпат: поширення і динаміка. / Є. Тиханович, В. Біланюк. — Львів: ЛНУ імені Івана Франка, 2017. — 196 с. + кол. вкл.[6]

### Статті та матеріали конференцій
- Біланюк В. І. Про створення еколого-освітнього та екотуристичного кластеру на базі НПП «Синевир» / В. І. Біланюк, Ю. В. Зінько // Функціонування природоохоронних територій в сучасних умовах. Матеріали міжнародної науково-практичної конференції з нагоди 30-ти річчя національного природного парку «Синевир» (Україна, с. Синевир 18—20 вересня 2019 р.). — 2019. — С. 210—212.
- Біланюк В. Антропогенне навантаження на басейнову систему річки В'яр (басейн р. Сян) / О. Пилипович, В. Біланюк, Ю. Андрейчук, А. Рутар // Актуальні проблеми охорони навколишнього природного середовища українсько-польських прикордонних територій. Міжнародна науково-практична конференція (Україна, Львів-Івано-Франкове 23—25 жовтня 2019 р.). — 2019. — С. 65—67.
- Тиханович Є. Інтеграція світового досвіду у вітчизняні сніголавинні дослідження. / Є. Є. Тиханович, В. І. Біланюк // Міждисциплінарні інтеграційні процеси у системі географічної та екологічної науки: матеріали міжнародної наук.-практ. конф. присвяченої 25-річчю відкриття спеціальності «Екологія» у Тернопільському національному педагогічному університеті ім. В. Гнатюка (7—8 травня 2019 р.). — Тернопіль: СМП «Тайп», 2019. — С. 117—122.
- Тиханович Є. Стаціонарні та напівстаціонарні сніголавинні дослідження в Українських Карпатах. / Є. Тиханович, В. І. Біланюк // Довготермінові спостереження довкілля: досвід, проблеми, перспективи: матеріали Міжнародного наукового семінару, присвяченого 75-річчю з дня народження Б. П. Мухи і 50-річчю роботи Розтоцького ландшафтно-геофізичного стаціонару Львівського національного університету імені Івана Франка (Львів–Брюховичі, 10—12 травня 2019 р.). — Львів: ЛНУ імені Івана Франка, 2019. — С. 33—36.
- Біланюк В. Підсумки студентської наукової роботи на географічному факультеті за 2011—2018 роки / В. Біланюк, Є. Іванов, С. Зюзін // Реалії, проблеми та перспективи розвитку географії в Україні: матеріали ХХ Всеукраїнської студентської наукової конференції (м. Львів, 15—17 травня 2019 р.) — Львів: Простір-М, 2019. — С. 4—8.
- Безручко Л. С. Лавинна небезпека на піших туристичних маршрутах масиву Боржава. / Л. Безручко, Є. Тиханович, В. Біланюк // Географія, економіка і туризм: національний та міжнародний досвід / Матеріали ХІІІ Міжнародної наукової конференції. — Львів, 2019. — С. 28—31.
- Тиханович Є. Є. Часові особливості прояву надзвичайних ситуацій в Україні. / Є. Є. Тиханович, В. І. Біланюк, Л. С. Безручко // Надрокористування в Україні. Перспективи інвестування. Матеріали Шостої міжнародної науково–практичної конференції (7—11 жовтня 2019 р. м. Трускавець). Державна комісія України по запасах корисних копалин (ДКЗ). — Київ: ДКЗ, 2019. — Т. 2. — С. 157—162.
- Bilaniuk Volodymyr. Extreme weather events in Ukraine: occurrence and changes. / Vira Balabukh, Olena Lavrynenco, Volodymyr Bilaniuk, Andriy Mykhnovych, Olha Pylypovych // P. 85—106. http://dx.doi.org/10.5772/intechopen.77306
- Тиханович Є. Є. Надзвичайні ситуації природного характеру в гірських ландшафтах Львівської області. / Є. Є. Тиханович, В. І. Біланюк, Є. А. Іванов, Д. Р. Пастух // Подільські читання. Епоха природничих досліджень Поділля: історія, теорія, практика [Електронне видання] / Збірник наукових праць за матеріалами міжнародної науково-практичної конференції, м. Кам'янець Подільський, 9—11 жовтня 2018 р. — К-ПНУ ім. Івана Огієнка, 2018. — С. 424—429.
- Біланюк В. І. Результати ХІХ студентської наукової конференції «Реалії, проблеми та перспективи розвитку географії в Україні». / В. Біланюк, Є. Іванов, С. Зюзін. — Львів, 2018. — С. 3—6
- Біланюк В. І. Оцінка екологічного стану геосистем гірничопромислових територій. / Є. А. Іванов, В. І. Біланюк, Є. Є. Тиханович // Надрокористування в Україні. Перспективи інвестування. Матеріали П'ятої міжнародної науково-практичної конференції: у 2 т. — К. : ДКЗ, 2018. — Т. 2. — С. 75—81.
- Біланюк В. Лавинний режим ландшафтів Українських Карпат / Є. Тиханович, В. Біланюк, Є. Іванов, В. Матвіїв // Рельєф і клімат: Матеріали ІІ Міжнар. конф. (26—28 вересня 2018 р.). — Чернівці: Чернівецький нац.. ун-т, 2018. — С. 28—29 [Тези]
- Біланюк В. І. Надзвичайні ситуації природного характеру у Львівській області. / Є. Є. Тиханович, В. І. Біланюк // Актуальні проблеми дослідження довкілля. Збірник наукових праць. — Суми: ФОП Цьома С. П., 2017. — С. 239—2436.1.6 Тези доповідей:
- Біланюк В. І. Надзвичайні ситуації техногенного характеру у ландшафтах Львівської області / Є. Тиханович, В. Біланюк // Матеріали Міжнародної наукової конференції «ЕКОГЕОФОРУМ–2017. Актуальні проблеми та інновації». — Івано-Франківськ, 2017. — С. 150—152.
- Біланюк В. І. До питання поширення надзвичайних ситуацій у Львівській області. / В. І. Біланюк, Є. Є. Тиханович // Надрокористування в Україні. Перспективи інвестування. Матеріали Читвертої міжнародної науково-практичної конференції: у 2 т. — Київ: ДКЗ, 2017. — Т. 2. — С. 266—272.
- Біланюк В. І. Проблеми рекультивації і ревіталізації земель, порушених гірничими роботами. / Є. А. Іванов, В. І. Біланюк // Надрокористування в Україні. Перспективи інвестування. Матеріали Читвертої міжнародної науково-практичної конференції: у 2 т. — Київ: ДКЗ, 2017. — Т. 2. — С. 257—265.
- Біланюк В. І. Параметризація лавинних геокомплексів масиву Боржава. / В. І. Біланюк, Є. Є. Тиханович // Проблеми ландшафтознавства в контексті стратегії сталого розвитку та Європейської ландшафтної конвенції. Матеріали Міжнародного наукового семінару, присвяченого 40-річчю заснування Чорногірського географічного семінару Львівського національного університету імені Івана Франка (3—5 листопада 2017 р.) — Львів: ЛНУ ім. І. Франка, 2017. — С. 42—44.
- Біланюк В. І. Теоретичне обгрунтування виникнення катастрофічних явищ у геосистемах / В. І. Біланюк, В. М. Петлін // Людина та довкілля. Проблеми неоекології. — 2017. — № 1—2. — С. 9—166.1.5.5.
- Безпека життєдіяльності. / [І. П. Пістун, Р. І. Мервінський, Т. В. Олянишен, М. М. Назарук, В. І. Біланюк, Н. М. Цуца]. — 2-ге вид., перероб. — Львів: Укр. акад. друкарства, 2017. — 556 с. 6.1.4 Інші наукові видання (словники, переклади наукових праць, науковий коментар, бібліографічний покажчик тощо).
- Біланюк В. І. Умови сходження лавин у масиві Чорногора (Українські Карпати). / Є. Є. Тиханович, В. І. Біланюк // Вісник Львівського університету. Серія географічна. — Львів: ЛНУ імені Івана Франка, 2016. — Випуск 50. — С. 359—368.
- В. Біланюк. Сингенетичні лавини в Українських Карпатах / Є. Є. Тиханович, В. І. Біланюк, Д. В. Фігурний // Людина та довкілля. Проблеми неоекології. — 2016. — № 1—2. — С. 64—69.
- В. Біланюк. Сніголавинні дослідження в басейні р. Прут: історія, сучасність, перспективи / Є. Тиханович, В. Біланюк, Є. Іванов // Від географії до географічного українознавства: еволюція освітньо-наукових ідей та пошуків (до 140-річчя започаткування географії у Чернівецькому національному університеті імені Юрія Федьковича): Матеріали Міжнар. наук. конф (11—13 жовтня 2016 р.). — Чернівці: Чернів. нац. ун-т, 2016. — С. 177—178 [Тези]
- Біланюк В. І. Тенденції та проблеми розвитку географії в Україні у контексті реформи вищої освіти. / Р. М. Лозинський, В. І. Біланюк // Вісник Львівського університету. Серія географічна. — Львів: ЛНУ імені Івана Франка, 2016. — Випуск 50. — С. 234—242.
- В. Біланюк. Тенденції розвитку географічної освіти в Україні (в контексті вступу у вищі навчальні заклади в 2016 р.) / Р. Лозинський, В. Біланюк // Від географії до географічного українознавства: еволюція освітньо-наукових ідей та пошуків (до 140-річчя започаткування географії у Чернівецькому національному університеті імені Юрія Федьковича): Матеріали Міжнар. наук. конф (11—13 жовтня 2016 р.). — Чернівці: Чернів. нац. ун-т, 2016. — С. 32—33 [Тези]
- В. Біланюк. Екоосвітні аспекти екологічного ризику / М. Назарук, В. Біланюк // Фізична географія і геоморфологія. — 2016. — Вип. 1 (81). — С. 118—121.
- Біланюк В. Результати XVII студентської наукової конференції «Реалії, проблеми та перспективи розвитку географії в Україні» / В. Біланюк, І. Рожко, С. Зюзін // Реалії, проблеми та перспективи розвитку географії в Україні: Мат. XVII студ. наук. конф. (Львів, 18 травня 2016 р.). — Львів: Видавн. центр ЛНУ ім. І. Франка, 2016. — С. 3—5.
- Географічний факультет / [за редакцією В. Біланюка, Є. Іванова]. — Видання друге, перероблене і доповнене. — Львів: Видавничий центр ЛНУ імені Івана Франка, 2016. — 98 с.
- Іванов Євген. Розвиток затоплення, підтоплення і вторинного заболочення у межах вугледобувних районів / Євген Іванов, Володимир Біланюк, Євген Тиханович // Вітчизняна наука на зламі епох: проблеми та перспективи розвитку: матеріали ХІІ Всеукраїнської науково-практичної інтернет-конференції (27—28 лютого 2015 р.): збірник наукових праць. — Переяслав-Хмельницький, 2015. — С. 16—23.
- Тиханович Є. Поширення лавинних геокомплексів в Українських Карпатах / Є. Тиханович, В. Біланюк // Конструктивна географія і картографія: стан, проблеми, перспективи: Матеріали доповідей Всеукраїнської наукової конференції, присвяченої 15-річчю кафедри Конструктивної географії і картографіїЛьвівського національного університету імені Івана Франка (Львів, 14—16 травня 2015). — Львів. — 2015. — С. 182—186.
- Тиханович Є. Лавинні процеси в Українських Карпатах = Avalanche process in Ukrainian Carpathians / Є. Тиханович, В. Біланюк // Journal of Education, Health and Sport. 2015. — Vol 5, № 7 — С. 96—104.
- Іванов Є. А. Ефективність використання мінеральної сировини і гірничопромислових відходів в Україні / Є. А. Іванов, В. І. Біланюк // Надрокористування в Україні. Перспективи інвестування: матеріали Другої міжнародної науково-практичної конференції (м. Трускавець, 5—8 жовтня 2015 р.). — К.: ДКЗ, 2015. — С. 344—351.
- Біланюк В. Результати XV студентської наукової конференції географічного факультету «Реалії, проблеми та перспективи розвитку географії в Україні» / Володимир Біланюк, Ігор Рожко, Святослав Зюзін –Львів, 2014, — С. 3—5
- Тиханович Є. Лавинна денудація у ландшафтних комплексах Горган / В. Біланюк, Є. Іванов, Ю. Андрейчук, Є. Тиханович // Рельєф і клімат: Матеріали міжнародного наукового симпозіуму (м. Чернівці, 23—25 жовтня 2014 р.). — Чернівці: Технодрук, 2014. — С. 9—11 [Тези]
- Biłaniuk W. Inwazja barszczu Sosnowskiego w obwodzie Lwowskim: zagrożenia ekologiczne i kierunki ich rozwiązania / W. Biłaniuk, I. Kojnowa, І. Rożko, В. Senczyna // XI Międzynarodową Konferencję Naukową z cyklu «ZAGOSPODAROWANIE ZLEWNI BUGU I NARWI W RAMACH ZRÓWNOWAŻONEGO ROZWOJU» (30 września — 1 października 2014 r. — Warshawa).
- Біланюк В. Географічна освіта, наука і практика напередодні ювілею / В. Біланюк, Є. Іванов, І. Пандяк // Каменяр: Інформаційно-аналітичний часопис Львівського національного університету імені Івана Франка. — № 7, жовтень 2012 р. — С. 11.
- Біланюк В. Наукові здобутки географічного факультету в 2001—2011 роках / В. Біланюк // Вісник Львівського університету: Серія географічна. — 2012 — Вип. 40. Ч. 1. — С. 3—10.
- Біланюк В. Особливості термінології лавинонебезпечних територій / Є. Тиханович, В. Біланюк // Еволюція та антропогенізація ландшафтів передгірських і гірських територій: Матеріали міжнародної наукової конференції. — Чернівці: Букрек, 2012. — С. 91—92.
- Біланюк В. Підсумки студентської наукової роботи географічного факультету за 2011—2012 навчальний рік / В. Біланюк, Є. Іванов // Реалії, проблеми та перспективи розвитку географії в Україні: Матеріали ХІІІ студентської наукової конференції (Львів, 19 квітня 2012 р.). — Львів: Видавничий центр ЛНУ імені Івана Франка, 2012. — С. 3—9.
- Тиханович Є. Проблеми термінології про дослідженні лавинонебезпечних територій / Є. Тиханович, В. Біланюк // Науковий вісник Чернівецького університету: Збірник наукових праць. — Чернівці, 2012. — Вип. 612—613: Географія. — С. 173—176.
- Біланюк В. Результати ХІІ студентської наукової конференції «Реалії, проблеми та перспективи розвитку географії в Україні» / В. Біланюк, Є. Іванов // Реалії, проблеми та перспективи розвитку географії в Україні: Матеріали ХІІ студентської наукової конференції (Львів, 17 травня 2011 р.). — Львів: Видавничий центр ЛНУ імені Івана Франка, 2011. — С. 3—6.
- Біланюк В. І. Вплив кліматичних факторів на активізацію сходження лавин у гірських масивах Горган / В. І. Біланюк, Є. Є. Тиханович // Стан, проблеми і перспективи природничої географії. — Львів: Видавничий центр ЛНУ імені Івана Франка, 2011. — С. 117—124.
- Біланюк В. І. Кравчук Ярослав Софронович / В. І. Біланюк // Encyclopedia Львівський національний університет імені Івана Франка: в 2 т. Т. 1.: А—К. — Львів, ЛНУ імені Івана Франка, 2011. — С. 665—666.
- Біланюк В. І. Круглий стіл з нагоди 60-річчя від дня народження В. М. Петліна / В. І. Біланюк, Є. А. Іванов // Стан, проблеми і перспективи природничої географії. — Львів: Видавничий центр ЛНУ імені Івана Франка.
- Біланюк В. І. Кукурудза Семен Ілліч / В. І. Біланюк // Encyclopedia Львівський національний університет імені Івана Франка: в 2 т. Т. 1.: А—К. — Львів, ЛНУ імені Івана Франка, 2011. — С. 686.
- Біланюк В. І., Хомин Я. Б. Географічний факультет / В. І. Біланюк, Я. Б. Хомин // Encyclopedia Львівський національний університет імені Івана Франка: в 2 т. Т. 1.: А—К. — Львів, ЛНУ імені Івана Франка, 2011. — С. 334.

## Нагороди
- Подяка Департаменту освіти та науки Львівської обласної державної адміністрації, Львівської обласної організації профспілки працівників освіти і науки України «З нагоди трицятиріччя Української незалежності» 17 серпня 2021 року[7][8].
- Посвідчення про присвоєння почесного звання «Заслужений працівник освіти України» 17 травня 2021 року
- Подяка Міністерства освіти і науки України за багаторічну сумлінну працю, вагомий особистий внесок у підготовку висококваліфікованих спеціалістів та плідну науково-педагогічну діяльність[9].
- Грамота Львівської обласної державної адміністрації за багаторічну плідну працю, високий професіоналізм, вагомий особистий внесок у підготовку висококваліфікованих фахівців та з нагоди дня створення Львівського національного університету ім. Івана Франка[10].
- Грамота Львівської обласної державної адміністрації за сумлінну працю, вагомий внесок у розвиток туризму на Львівщині та з нагоди Всесвітнього дня туризму[11].
- Грамота Ректора Львівського національного університету імені Івана Франка за перше місце навчального посібника «Загальна гідрологія» у конкурсі «Найкращий навчальний посібник природничого напряму 2019—2020 навчального року», 2020.
- Подяка ДВНЗ «Переяслав-Хмельницького державного педагогічного університету імені Григорія Сковороди» за сприяння підготовки студента-переможця ІІ туру Всеукраїнського конкурсу студентських наукових робіт зі спеціальності «Географія», 2020[12].
- Грамота Київського національного університету імені Тараса Шевченка за високий організаційний і методичний рівень підготовки та проведення ІІ етапу Всеукраїнської студентської олімпіади 2018—2019 навчального року, 2019[13].
- Грамота Київського національного університету імені Тараса Шевченка за високий організаційний і методичний рівень підготовки та проведення ІІ етапу Всеукраїнської студентської олімпіади 2017 / 2018 навчального року, 2018[14].
- Подяка Calypso tour ua за високий рівень теоретичної та практичної підготовки студентів, а також за сприяння та допомогу в організації міжнародних практик, 2018[15].
- Подяка Львівської обласної організації профспілки працівників освіти і науки України за конструктивну співпрацю із профспілкою працівників освіти і науки України, 2015[16].
- Подяка Департаменту освіти і науки Кіровоградської обласної державної адміністрації за активну участь у проведенні турніру та вагомий внесок у справу реалізації державної політики у сфері розвитку творчого потенціалу обдаровоної молоді, 2014.
- Подяка Чернівецької обласної державної адміністрації, за активну участь у сприянні якісного проведення турніру та вагомий внесок у розвиток національної освіти, 2013.
- Грамота Ректора Львівського національного університету імені Івана Франка за багаторічну сумлінну працю, вагомі здобутки у науково-педагогічній діяльності та значний внесок у розбудову факультету, 2013[17].
- Грамота Хустської районної ради та райдержадміністрації за організацію проведення екологічної акції «Чисте довкілля» на території Теребле-Ріцької ГЕС, 2012[18].
- Грамота Ректора Львівського національного університету імені Івана Франка за багаторічну сумлінну працю та значний внесок у розбудову факультету, 2011[19].
- Грамота Головного управління освіти і науки Львівської облдержадміністрації за активну участь в організації та проведенні ІІІ етапу Всеукраїнських учнівських олімпіад з базових дисциплін, 2011[20].